# 飛魚 (單曲)
《飛魚》是台灣獨立音樂樂團蘇打綠於2004年7月17日發行的第二張單曲，《飛魚》這首歌是在2002年前往春天吶喊表演，久患憂鬱症的主唱青峰，行車途中看著海面時所寫下的歌曲，在此之後青峰的憂鬱症即痊癒，故也被很多人認為是一首民謠搖滾的療傷系歌曲。

這首歌後來又被收錄於《蘇打綠》同名專輯中（只收錄了一個版本）。

## 曲目
| 曲序 | 曲目                    |
| ---- | ----------------------- |
| 1.   | 飛魚（弦樂四重奏）      |
| 2.   | 飛魚                    |
| 3.   | 飛魚（the voice remix） |
| 4.   | 飛魚（四重奏版）        |

## 音樂錄影帶
| 歌名 | 執導   |
| ---- | ------ |
| 飛魚 | 劉明群 |